# Aistė Diržiūtė
Aistė Diržiūtė, née à Vilkaviškis le 18 octobre 1991 est une actrice lituanienne.
Aistė Diržiūtė est publiquement engagée dans les causes féministe et LGBT+.

## Filmographie
- 2013 : Moterų laimė (série télévisée)
- 2015 : The Summer of Sangaile : Austė
- 2015 : The Antique Teeth of Kashpirovsky: To Venezuela! (court métrage)
- 2018 : The King's Ring : Lauga
- 2019 : Men in Black: International : Jenny

## Récompenses et distinctions
- Meilleure actrice lituanienne lors du Festival international du film de Vilnius de 2015.
- Meilleur espoir féminin (Shooting Star) lors de la Berlinale de 2015 (Festival international du film de Berlin).